# Andreï Matveïev
Pour les articles homonymes, voir Matveïev.
Andreï Matveïev (en russe : Матвеев, Андрей Матвеевич) est un peintre russe né vers 1701 à Novgorod en Russie et mort le 23 avril 1739 à Saint-Pétersbourg.
Le tsar Pierre le Grand remarque très tôt le talent d'Andreï. Il l'envoie étudier la peinture en Europe. En 1716, Andreï entreprend un voyage de formation en Hollande et en Flandres où il séjourne pendant onze ans. Il étudie auprès du peintre hollandais Carel de Moor.
À son retour en Russie, il devient peintre en chef de la cour de Russie à Saint-Pétersbourg, et prend part à de nombreux projets architecturaux. Notamment à celui de l' église Syméon et Anne. Il est vraisemblable que la charge de travail qui lui a été confiée était tellement importante qu'elle a été la cause de son décès prématuré. 
Il meurt le 23 avril 1739 à Saint-Pétersbourg à l'âge de 38 ans.

## Œuvres
- Pierre II (empereur de Russie). 1720. Musée russe à Saint-Pétersbourg
- Portrait de Pierre Ier le Grand. Huile sur toile. 1724/1725. Musée de l'Ermitage à Saint-Pétersbourg. Russie
- Allégorie de la peinture. Huile sur toile. 69,5 x 57,5 cm. 1725. Musée russe à Saint-Pétersbourg
- Vénus et Cupidon. Vers 1726. Musée russe à Saint-Pétersbourg
- Portrait de la Princesse Anastassia Golitzine (ru). Huile. 1728. Galerie Tretiakov à Moscou
- Portrait d'Ivan Alekseïevitch Golitsine (ru). 1728.
- Autoportrait avec son épouse. Huile sur toile. 75,5 x 90,5 cm. 1729. Musée russe à Saint-Pétersbourg
- Portrait d'Anna Leopoldovna de Russie. Huile sur toile. 56 x 52 cm. 1733/1739. Musée russe à Saint-Pétersbourg

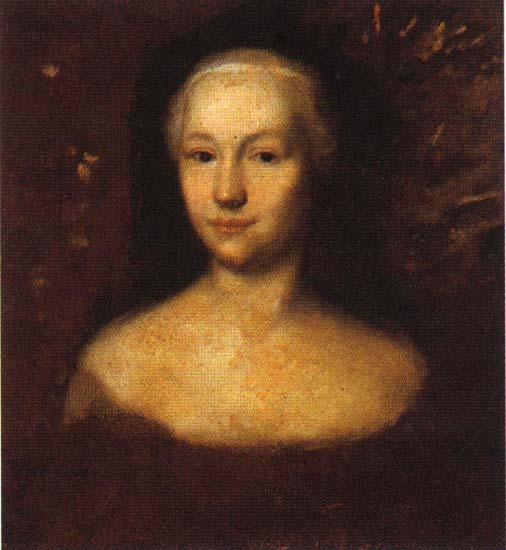
Portrait d’Anna Leopoldovna (1718-1746), vers 1733
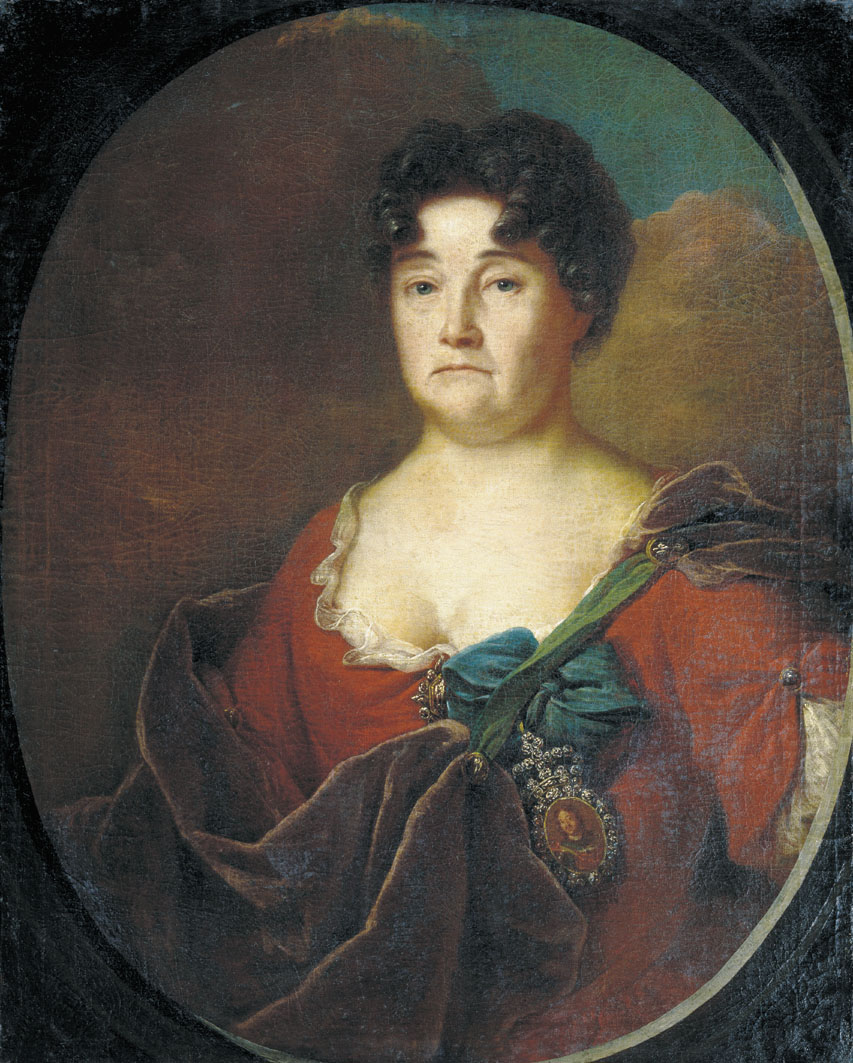
Portrait d’Anastasia Golicyna (1665-1729) 1728
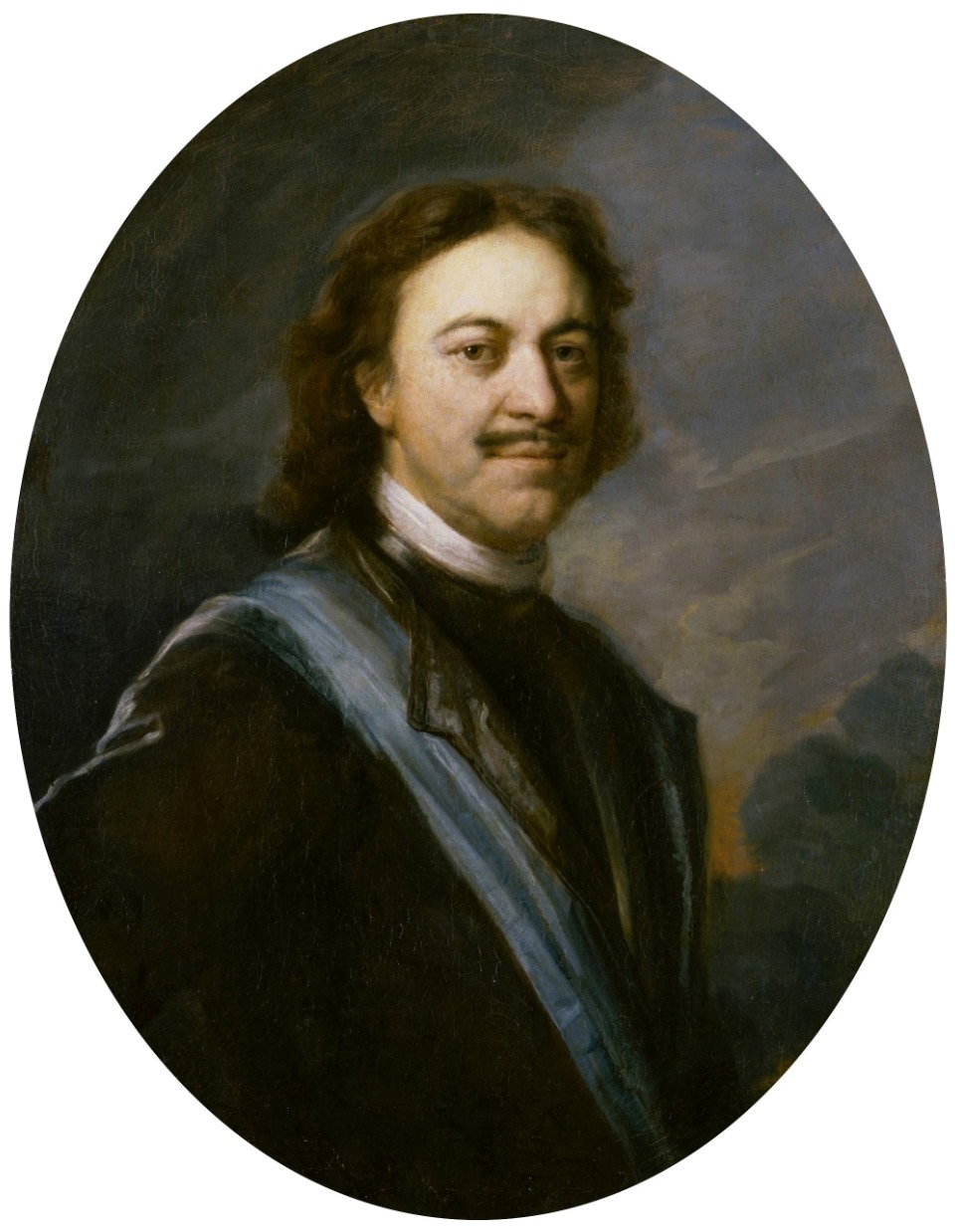
Portrait de Pierre-le-Grand(1672-1725), musée de l'Ermitage